# Francisco Erézcano
Francisco Erézcano fue un marino argentino que luchó en la Guerra de Independencia de la Argentina, en la Toma de Valdivia, en la Expedición Libertadora del Perú y en la Guerra Grande contra la intervención anglo - francesa.

## Biografía
Francisco Erézcano nació en la ciudad de Buenos Aires el 6 de febrero de 1794, hijo de Agustín Antonio Erézcano Ocerín y de María Eugenia Azcuénaga Basavilbaso. Era el hermano menor del después coronel Agustín Erézcano. Por parte de madre era sobrino de Miguel de Azcuénaga, el futuro vocal de la Junta revolucionaria.
En 1809 se unió al Regimiento de Patricios, y permaneció varios años en la guarnición de la capital. Fue promovido a subteniente abanderado el 26 de enero de 1813. Participó en la operación de rescate del ejército en operaciones sobre Santa Fe, al mando de Eustoquio Díaz Vélez, que estaba cercado en esa ciudad por los federales.
Siguiendo a su hermano, que era marino, pasó como oficial de artillería a las órdenes de Guillermo Brown en su campaña corsaria en aguas del Océano Pacífico, luchando en el ataque a Guayaquil de febrero de 1816. Probablemente regresó con Bouchard en la Consecuencia, pues el 17 de diciembre de 1816 pasó a la flota de guerra con el grado de teniente 2.º.
En 1819 se incorporó en Chile con el grado de teniente 2.º a la flota que, al mando de Thomas Cochrane, trasportaría el Ejército de los Andes al Perú. Participó en el bloqueo del Callao, en que se destacó por su audacia.
El 7 de noviembre de 1819 participó de una operación sobre el puerto de Pisco en procura de provisiones para la Escuadra, durante la cual perdió la vida en combate el comandante del batallón de infantería de marina Jaime Charles y fue herido gravemente su segundo comandante Guillermo Miller.
Cochrane ordenó el retorno a Valparaíso, que finalizó a fines de 1819. En la regorganización de sus fuerzas, del batallón de infantería de marina retuvo sólo una compañía de 75 infantes de marina al mando de Francisco Erézcano, secundado por el teniente Daniel Carson y el subteniente Juan Francisco de Vidal, reteniendo a bordo a Guillermo Miller, aún en recuperación.

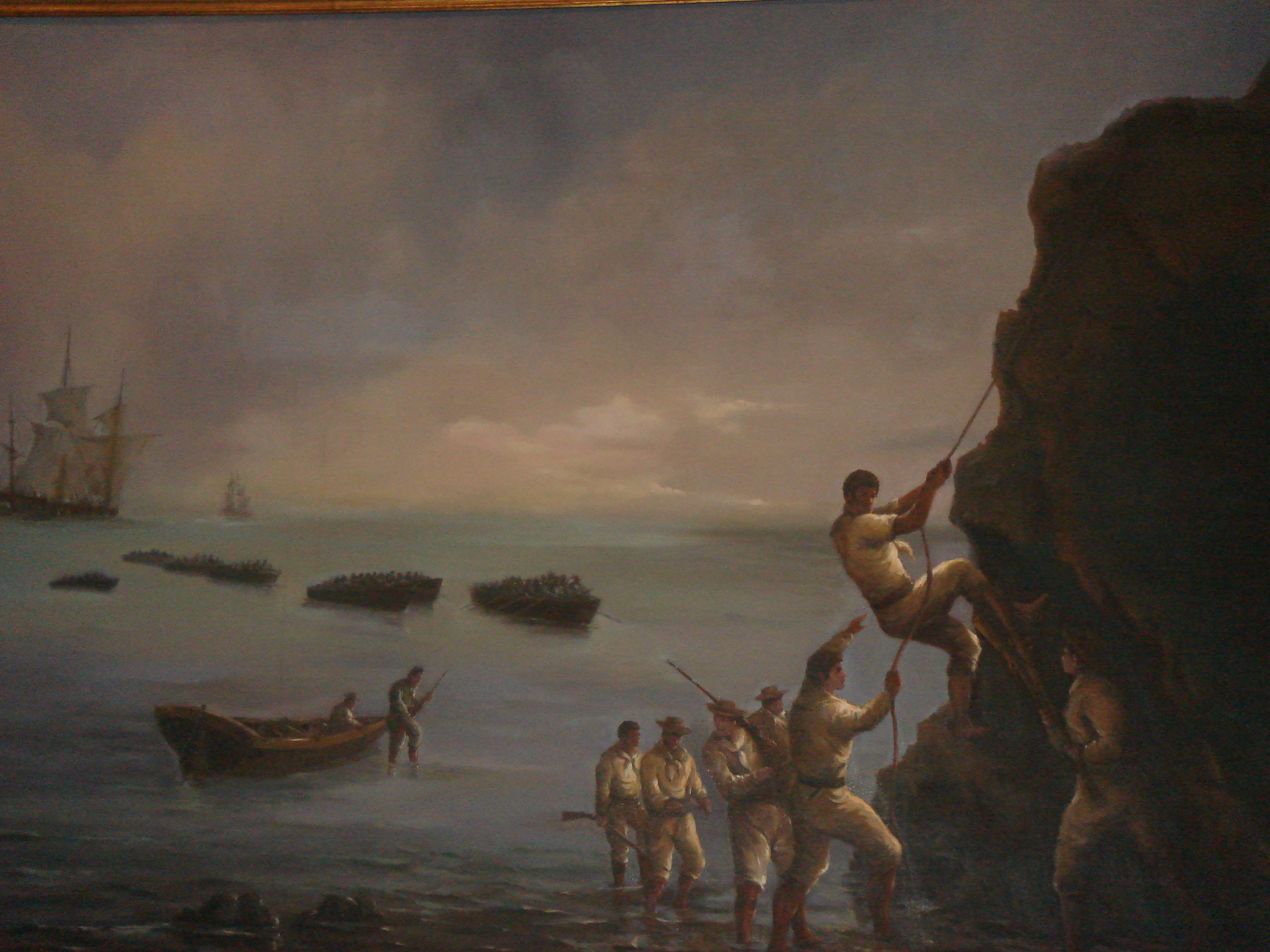
Toma de Valdivia.

Ese mismo año con el grado de capitán estuvo al frente de uno de los destacamentos de infantería de marina que tomaron por asalto la plaza realista de Valdivia el 3 de febrero de 1820, que rodeada por territorios indígenas que la separaban del resto de Chile no había sido aún liberada y había permanecido hasta esa fecha en manos españolas. En su parte al representante de Buenos Aires, Tomás Guido, el comandante Tomás Carter del Intrépido dice que "Al amanecer del día 5 del corriente tuvimos el placer de ver la bandera de Buenos Aires tremolando en la batería de San Carlos, que habiendo sido tomada por asalto, estaba ocupada por el capitán Erézcano y los soldados marinos del Intrepido".
También participó en la campaña a Chiloé dirigida por Guillermo Miller, luchando con valor en la fracasada campaña sobre Ancud. El ataque comenzó el 17 de febrero contra el fuerte de la Corona, en la península de Lacui. Dos destacamentos de 60 hombres, uno al mando de Erézcano, camino 16,5 km durante la noche y bajo la lluvia, sólo para encontrar que el fuerte había sido abandonado. Tras descansar una hora, se resolvió seguir el ataque pese al cansancio, haberse perdido la sorpresa y la posibilidad de un asalto nocturno e incluso la superioridad de la artillería enemiga y el mayor número de sus tropas. Tras 10 km de marcha tuvo lugar el asalto sobre el fuerte de Agüi en cuyo combate Miller fue gravemente herido, sucediéndolo en el mando Erézcano quien con sus hombres resistió con valentía la salida de las fuerzas realistas cubriendo la retirada de 11 km hasta las lanchas. En esa acción rechazó tres ataques enemigos, consiguió evacuar heridos y bagales, hizo clavar la artillería del fuerte capturado, destruir sus cureñas y demoler sus defensas. Su comportamiento le valió ser ascendido y una medalla de plata.
Mientras Erézcano era encargado de trasladar prisioneros y piezas de artillería capturadas a Valparaíso, Cochrane recibió denuncias de que durante el asalto a Valdivia Francisco Erézcano había hecho pasar a cuchillo a dos oficiales realistas que se habían rendido bajo palabra a Vidal. Cochrane quiso convocar un consejo de guerra pero acabó ordenando su arresto y el del teniente Francisco Latapiat, quien había ordenado fusilar a otros dos, pero tras ser conducidos detenidos a Valparaíso, las autoridades de Santiago de Chile no siguieron adelante con el sumario.
Erézcano permaneció de guarnición en Valdivia esperando su traslado a Perú. Acusando a Cochrane de haberse guardado dineros que correspondían a la tripulación, promovió un motín para matar al almirante y hacerse con las cajas de la escuadra. Cochrane tuvo noticias del complot y partió enviando los detalles al gobernador, haciéndose efectivo el pase de Erézcano al ejército de operaciones en Perú.
Allí se unió a la división que hizo la campaña de la Sierra, bajo el mando de Arenales – participando en la batalla de Pasco – y más tarde en la segunda campaña de la sierra. Participó en la campaña de Intermedios dirigida por Miller y en 1822 y 1823 con el grado de teniente coronel fue gobernador militar del Callao. Cayó prisionero de los rebeldes que entregaron la fortaleza a los realistas, pero consiguió escapar junto con Mariano Necochea. Luchó en la definitiva victoria de Ayacucho, en el subsiguiente sitio del Callao y en su rendición.
Regresó al país en 1828 y fue reincorporado a la marina porteña por el gobernador Manuel Dorrego, trabajando para el financiamiento de la exigua escuadra que al mando de Guillermo Brown luchaba en la etapa final de la Guerra del Brasil contra la superior escuadra imperial que bloqueaba el puerto. En un manifiesto publicado por Brown en Buenos Aires el 8 de julio de 1828 solicitando apoyo material para la adquisición de buques de guerra propone "una suscripción de los patriotas, y de las damas argentinas, tanto en las ciudades y pueblos, como en la campaña hecha libremente, y oblada en manos del comisario general de marina, ó de los S.S. D. Juan Manuel de Rosas, D. Mariano Lozano, y D. Francisco Erezcano, será el primer elemento que haya de imponer respeto al enemigo de la República".
Se opuso a la revolución de Juan Lavalle en 1828. El 8 de septiembre de 1829 fue nombrado, con el grado de coronel de marina, Capitán de Puerto y Comandante de Matrícula por su sucesor, el federal Juan José Viamonte. Desde su puesto aprobó un nuevo reglamento para el trabajo de los prácticos, introdujo muchas mejoras y designó al Muelle de Barracas como embarcadero para los buques de tráfico de cabotaje. El 27 de octubre y con la finalidad de priorizar los aspectos policiales de la gestión, propuso la creación de una Ayudantía de Marina en la Boca del Riachuelo, con la dependencia de la Capitanía del Puerto de Buenos Aires. El 12 de diciembre de 1831 fue separado del servicio al subir Juan Ramón Balcarce a la gobernación, volviendo a la actividad privada.
En 1845 fue enrolado en la flota del almirante Brown que bloqueaba Montevideo, como coronel y comandante de la fragata 25 de Mayo, la más grande de la flota nacional. Tras la captura por parte de las escuadras anglo-francesas de la flota argentina, fue puesto al frente de la goleta Chacabuco.

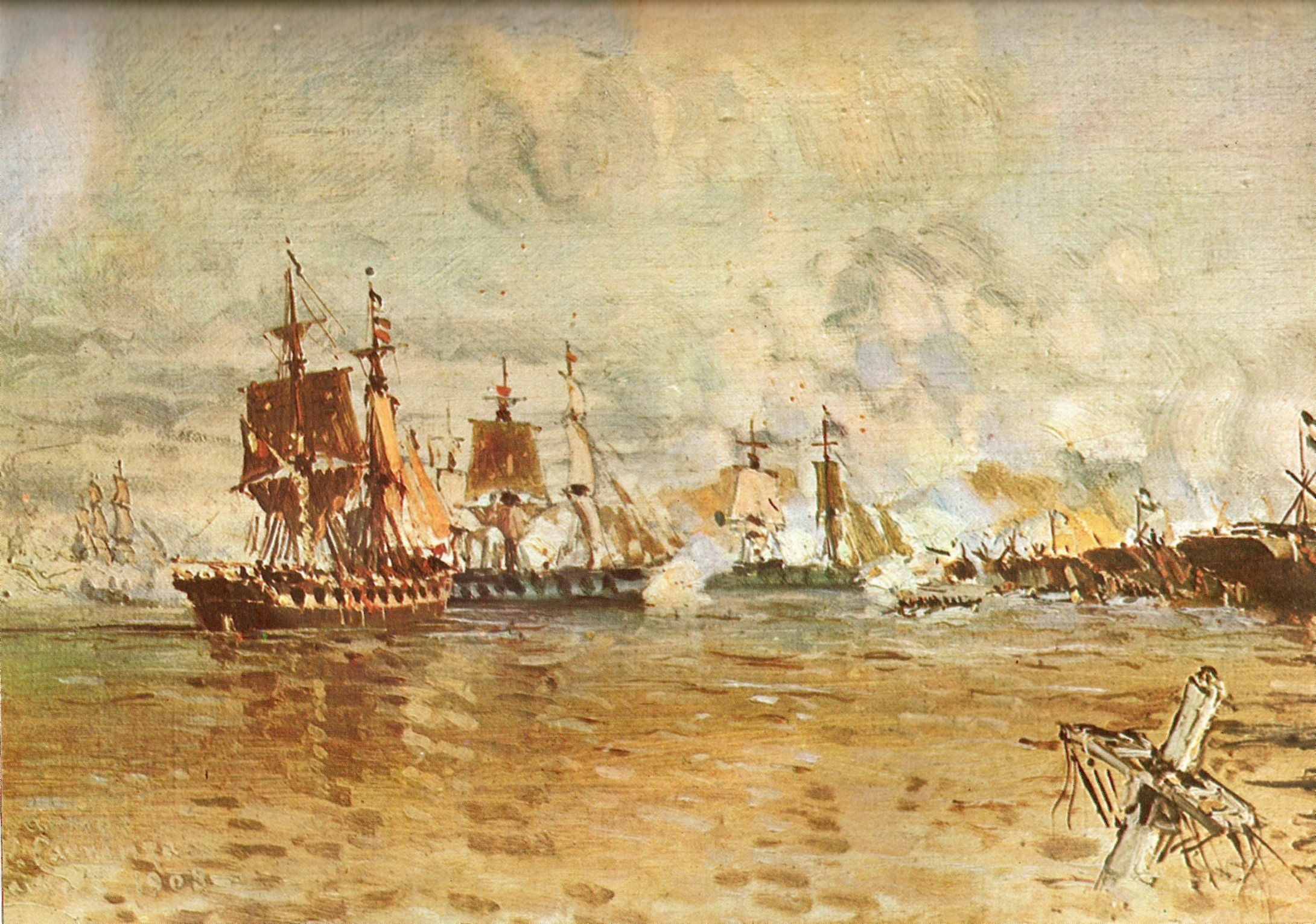
Batalla de la Vuelta de Obligado.

Al avanzar la escuadra aliada sobre el río Paraná, la Confederación intentó cerrar el paso del río en Vuelta de Obligado. Además de las baterías montadas en la orilla occidental, se dispuso a través del río una barrera formada por 24 barcos desmantelados, atados entre sí, con triples cadenas de hierro. Un extremo era cubierto por el bergantín Republicano (Tomás Craig), los lanchones Místico, Restaurador y Lagos, 14 embarcaciones a remo con 200 infantes y dos líneas de a 5 chalanas para utilizar como brulotes.
Previendo que la flota aliada evitara el paso fortificado, el comandante argentino instaló una segunda línea en el Paso de la Ramada, en la intersección del río Victoria con el Paraná Pavón, con dos cadenas cruzando el paso, una pequeña escuadrilla fluvial al mando del coronel de marina Nicolás Jorge encabezada por la Chacabuco y con dos pailebotes y tres lanchones, y una batería en tierra a las órdenes de Francisco Erézcano, que ejercía el comando superior de esa posición.
La flota enemiga forzó finalmente el paso en la batalla de la Vuelta de Obligado y amenazado por parte de la división enemiga Erézcano recibió órdenes de Mansilla de retirarse al puerto de Victoria (Entre Ríos) con la Chacabuco y la Sin Igual y dispersar el resto de las naves. El 28 de noviembre de 1845 fue alcanzado en el arroyo Victoria por el vapor inglés HMS Gorgon y Erézcano hizo primero volar la Sin Igual para intentar bloquear el paso y al no lograrlo hizo lo propio con la Chacabuco para evitar su captura.
Su conducta, si bien aprobada por el gobernador de Entre Ríos Antonio Crespo, fue juzgada severamente por Mansilla. Finalmente Rosas lo excusó, concretándose a lamentar que Erézcano se hubiera visto abocado a tan duro trance.
Durante la batalla de Caseros estuvo a cargo de parte de la reserva que permaneció en la ciudad. Días más tarde fue nombrado edecán del gobernador Vicente López y Planes. Fue destituido en la revolución del 11 de septiembre de 1852 y dejó la acción pública para siempre. Como represalia por no haberse adherido a la revolución porteña, fue dado oficialmente de baja en agosto de 1853. Poco después fue internado en grave estado de depresión y falleció en Buenos Aires el 9 de septiembre de 1856.